# Agrotis subinformis
Agrotis subinformis là một loài bướm đêm trong họ Noctuidae.